# Conringia clavata
Conringia clavata — вид квіткових рослин родини капустяних (Brassicaceae).

## Біоморфологічна характеристика
Це однорічна рослина 4–20 см заввишки. Стебла прості чи розгалужені від основи. Приземні листки обернено-яйцеподібні, на коротких ніжках, дуже дрібні. Стеблові листки майже круглі, округлі на верхівці, часто з фіолетовими краями або з фіолетовим відтінком. Чашолистки пурпурні. Пелюстки 11 × 2-2.5 мм, блідо-жовті, з пурпуровими жилками або без них, з довгим кігтиком. Стручки прямі, 40–75 x 1–1.5 мм, ± округлі в перерізі. Насіння коричнево-жовте, сосочкове.

## Поширення
Росте у Центральній і Західній Азії: Афганістан, Іран, Ірак, Казахстан, Киргизстан, Ліван-Сирія, Південний Кавказ, Туреччина, Туркменістан, Узбекистан, Крим (судацько-феодосійський район). Населяє культивовані землі, узбіччя, кам'янисті схили